# Українські безпілотні надводні апарати під час Російсько-української війни (з 2022)
Безекіпажні катери (БЕК).

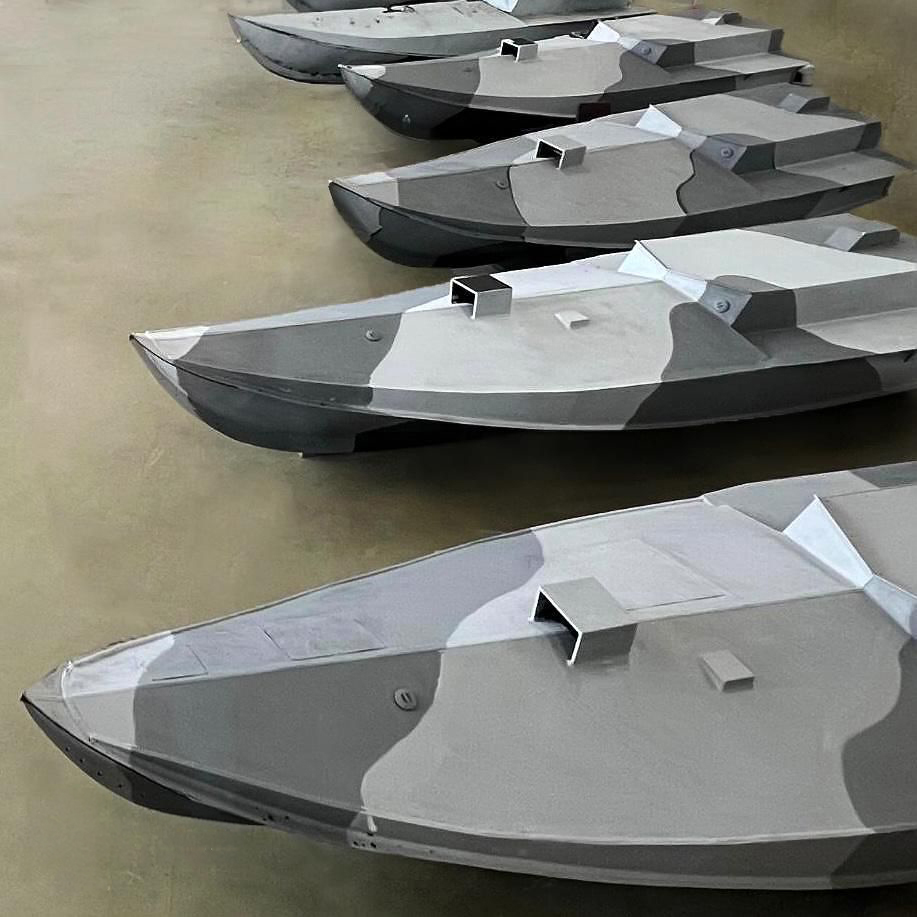
Sea Baby, дрони СБУ

Під час Російсько-української війни (з 2022) Україна створила кілька власних моделей ударних безпілотних надводних апаратів (БНА, також «безпілотний брандер») та проводила за допомогою них атаки на російські військові кораблі та берегову інфраструктуру.
Безпілотні човни можуть застосовуватись для широкого спектра завдань: ураження кораблів бойовою частиною або встановленим озброєнням, морська розвідка, морське мінування тощо.
Ці безпілотні кораблі разом із постачанням західних протикорабельних і крилатих ракет змінили баланс у ході битви на Чорному морі на користь України завдяки стримуванню Чорноморського флоту ВМФ Росії. Російські морські сили втратили ініціативу на морі та були змушені триматись усе ближче до портів Севастополя та Новоросійська. Також ці успіхи дозволили відновлення «зернового коридору» попри вихід Росії з угоди.

## Історія

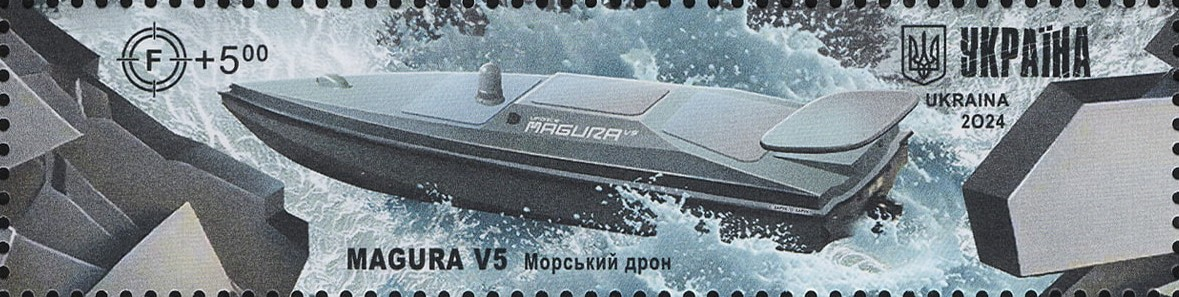
Поштова марка 2024 року з апаратом Magura

За версією Служби безпеки України, ідею створення ударних надводних безпілотників вигадав бригадний генерал СБУ на псевдо «Хантер», який під час відвідування полігону побачив установлення терміналів Starlink на БПЛА й вирішив, що можна встановити ці термінали на морський безпілотник і підтримувати супутниковий зв'язок. Після цього він та голова СБУ Василь Малюк звернулись до командувача ВМСУ Олексія Неїжпапи, який надав команду фахівців для консультацій зі створення човнів і керування ними. За словами «Хантера», перші зразки було випробувано в липні 2022 року.
Після перших атак було покращено зв'язок, збільшено швидкість і бойове навантаження. Зрештою СБУ вирішили розробляти дрони самостійно, що призвело до створення відомих як Sea Baby («Морський Малюк»), які пізніше стали багатоцільовою платформою. Зокрема, з грудня 2023 року відомо про дрони, обладнані реактивними вогнеметами. Також СБУ розвинули швидкісний БНА Мамай, відомий з серпня 2023 року.
Після того, як СБУ почали самостійну розробку, компанія, що початково створювала БНА, продовжила розробку вже для Головного управління розвідки Міноборони. Ці дрони відомі щонайменше з липня 2023 року, вони отримали назву «Маґура» (або MAGURA V5).
У листопаді 2022 на платформі United24 було оголошено про збір коштів на флотилію морських безпілотників та оприлюднено їх характеристики. Також Міністр цифрової трансформації України Михайло Федоров підтвердив, що для атаки на Севастопольську бухту були використані ударні безпілотники української розробки. Україна запланувала створити флот таких безпілотників для захисту морської акваторії Чорного моря та забезпечення діяльності торгових суден, зокрема — «зернового коридору». Протягом тижня було зібрано близько 250 млн гривень (вартість ~25 комплексів), зокрема долучились український блогер Ігор Лаченков, який одним із перших зібрав 40 млн гривень, литовський блогер Андрюс Тапінас, який зібрав 750 тисяч доларів США, а також різноманітні компанії та публічні особи.
31 січня 2023 року було повідомлено, що в Одесі в інституті ВМС НУ «Одеська морська академія» навчатимуть операторів безекіпажних морських апаратів.

## Бойове застосування

### 2022
Вночі проти 17 вересня 2022 року сталась перша атака нових експериментальних засобів, метою удару мав стати фрегат «Адмірал Макаров» у Севастопольській бухті. Командували операцією голова СБУ Василь Малюк і командувач ВМСУ Олексій Неїжпапа, також брали участь голова Мінцифри Михайло Федоров та автор ідеї бригадний генерал СБУ «Хантер». Однак, атака зірвалась через те, що Starlink, які були основними засобами зв'язку безпілотників, не мали покриття в районі Севастополя (втім, учасники операції заявляють, що Маск навмисно вимкнув зв'язок) — а на терміновий запит щодо ввімкнення покриття очільник SpaceX Ілон Маск відповів відмовою, посилаючись на небажання брати участь в операції проти російського флоту та ескалації війни. 21 вересня 2022 року біля берегів Севастополя російська окупаційна влада виявила невпізнаний безпілотний надводний апарат і підірвала його в морі. Відтоді росіяни відступили в захищену гавань Севастополя та зменшили кількість військових кораблів, що перебувають на зовнішньому рейді.
29 жовтня 2022 кораблі Чорноморського флоту РФ (ЧФ РФ) у Севастопольській бухті були атаковані за допомогою 8 БПЛА та 7 автономних морських безпілотних апаратів такого ж типу, як і у вересні. Російська окупаційна влада стверджує, що нібито атаку здійснили військові українського 73-го морського центру спеціальних операцій у співпраці з ВМС Великої Британії, що британці рішуче відкинули. Внаслідок атаки ймовірно було пошкоджено декілька суден ВМФ РФ, зокрема морський тральник «Іван Голубець» та флагман ЧФ РФ фрегат «Адмірал Макаров», а також нафтоналивну станцію.

### 2023
22 березня 2023 року Севастопольську бухту вдруге було атаковано щонайменше трьома морськими безпілотниками. Третій напад стався 24 квітня 2023 року. Наслідки двох атак достеменно невідомі.
24 травня 2023 року російський розвідувальний корабель «Іван Хурс» був атакований трьома морськими дронами за 140 кілометрів на північний схід від протоки Босфор. Один дрон було знищено вогнем з корабля, а іншому вдалось підійти впритул до корабля. Втім, станом на 26 травня, достеменно невідомо, чи був уражений корабель та важкість уражень, якщо такі були.
11 червня 2023 року стало відомо про атаку корабля «Приазов'я» в 300 кілометрах на південний схід від Севастополя, наслідки невідомі.
17 липня 2023 року о 03:04 та 03:20 за місцевим часом стались вибухи на автомобільній частині Кримського моста, внаслідок чого було зруйновано опору та проліт моста. За даними BBC, операцію здійснили СБУ та ВМС України за допомогою надводних безпілотників. Пізніше CNN випустили сюжет, у якому показали апарати MAGURA V5, якими, за їх версією, було уражено міст. У серпні 2023 року голова СБУ Василь Малюк розповів журналістам CNN, що за атакою стояли кораблі Sea Baby.
Вранці 1 серпня 2023 року Міноборони Росії повідомило про нібито безрезультатну атаку трьох морських дронів на кораблі проєкту 22160 «Сергій Котов» і «Василь Биков» за 340 км від Севастополя. Втім, перехоплені радіоповідомлення свідчили про те, що було викликано гелікоптер для евакуації російських моряків. Конкретний постраждалий корабель і масштаб ушкоджень невідомий.[джерело?]
4 серпня 2023 року російські посадовці заявили про нічну атаку на Новоросійський порт. Вони показали знищення одного апарата, але про наслідки атаки на берегову інфраструктуру невідомо. Зазнав пошкоджень ВДК «Оленегорський горняк» біля берега. Цю атаку було здійснено новим швидкісним БНА «Мамай» СБУ. Уночі проти 5 серпня 2023 року поблизу Керченського мосту атаки цим самим типом БНА зазнав нафтоналивний танкер «Сіг», що належить до «примарного флоту» Росії. Станом на 04:20 за Київським часом розливу нафти на водній поверхні не зафіксовано.
У серпні 2023 року було сформовано 385-ту окрему бригаду морських безпілотних комплексів спеціального призначення у складі Військово-морських сил ЗСУ. 24 серпня президент Володимир Зеленський вручив новоствореній бригаді бойовий прапор. Ця бригада стала першим у світі підрозділом такого типу.  
Також у серпні 2023 року росіяни створили загородження з затоплених барж біля Кримського моста для захисту від українських безпілотних брандерів, однак, наприкінці листопада загорожа частково затонула.
14 вересня 2023 року Сили оборони України заявили про ушкодження двох кораблів проєкту 22160 морськими дронами. Також цього дня було, ймовірно, уражено морськими безпілотниками Sea Baby корабель «Самум», пізніше з'явилось відео буксирування корабля з помітним креном. 
У жовтні ушкоджень від атаки Sea Baby зазнали корабель проєкту 22160 «Павло Державін», буксир «Професор Миколай Муру», а у грудні — протимінний корабель «Володимир Козицький».

### 2024
1 лютого 2024 року Головне управління розвідки зафіксувало удар безпілотників MAGURA V5 по російському корвету «Івановець». 14 лютого 2024 року оператори ГУР за допомогою БНА Magura потопили великий десантний корабель «Цезар Куніков» поблизу Алупки. А вже 5 березня 2024 року — великий десантний корабель «Сергій Котов» поблизу Керченської протоки.
24 червня 2024 року видання The Wall Street Journal з посиланням на власні джерела в СБУ повідомили, що морські дрони Sea Baby заклали понад 15 підводних мін поблизу акваторії окупованого Криму, Служба безпеки уразила щонайменше чотири російські кораблі.
У ніч проти 6 грудня СБУ застосувала Sea Baby з бойовим модулем, оснащеним великокаліберним кулеметом. З нього обстріляли російський гелікоптер, завдавши йому пошкоджень і поранень екіпажу на борту. За заявами російської сторони, дрони мали атакувати Кримський міст, однак після бою розвернулись та успішно відступили.
7 грудня 2024 року ВМС України показали уразення трьох захоплених росіянами газових платформ в Чорному морі, внаслідок чого на них зайнялись пожежі. Кілька морських дронів відігравали роль носіїв БПЛА: було показано використання як дрона для фіксації наслідків, так і ударного FPV-дрона.
31 грудня спецпідрозділ Group 13 вперше в історії уразив повітряну ціль за допомогою морського дрона. Під час бою у Чорному морі в районі мису Тарханкут дрон Magura збив російський Мі-8 за допомогою ракети Р-73.

### 2025
2 травня 2025 року за 50 км від порту Новоросійська, спецпідрозділом ГУР МО України було збито російський винищувач Су-30. Удар здійснили воїни спецпідрозділу ГУР МО України «Group 13» ракетою AIM-9 з безпілотної морської платформи Magura V7. Це перший в історії випадок зі знищенням реактивного винищувача морським дроном.

## Варіанти
Невідомо точну кількість модифікацій та/або моделей морських безпілотників, що виготовляються Україною. До відомих апаратів належать Sea Baby, «Мамай» та «Маґура», але також існували різні моделі з невстановленими назвами:
1. Першою відомою моделлю стала знайдена біля Севастополя в вересні 2022. Подібна модель пізніше також атакувала «Іван Голубець» та «Адмірал Макаров»[17]. За даними дослідження аналітиків Військово-морського інституту США[en] це судно було зібране з деталей комерційного гідроцикла, оснащене ударними детонаторами і боєголовкою. Для зв'язку використовувалась система Starlink[57][58].
2. В березні 2023 представлено модель з іншою формою корпуса[59].
3. Модель, що була помічена при атаці на розвідувальний корабель «Іван Хурс» у травні 2023[22].
4. Модель, що була помічена при атаці на розвідувальний корабель «Приазов'я» у червні 2023[25].